# Sacha de Boerová
Sacha de Boerová (nepřechýleně Sacha de Boer; * 9. dubna 1967, Amsterdam, Nizozemsko) je nizozemská fotografka, moderátorka a bývalá novinářka.  V letech 1996 až 2013 byla moderátorkou nizozemského veřejnoprávního zpravodajství NOS Journaal a od roku 2003 působila jako moderátorka zpráv ve 20:00.

## Životopis
De Boerová se narodila jako dcera praktického lékaře a vyrostla ve městě Weesp. Chodila na místní lyceum v Hilversumu.
Vystudovala komunikační vědu na Amsterdamské univerzitě. Její diplomová práce se týkala AT5, místního televizního kanálu v Amsterdamu, kde v roce 1992 pracovala jako redaktorka.
V roce 1994 byla De Boerová hlasatelkou a redaktorkou v Radio 10 a Concertradio. Od června 1994 pravidelně vystupovala v televizi jako hlasatelka pro AT5. V lednu 1995 přešla De Boerová na RTL 5, kde začala číst zprávy. Po půl roce spolupracovala s Rickem Niemanem jako moderátorka nového pořadu Veronica, Veronica's Nieuwslijn. Tento program byl ukončen v roce 1996, protože nepřilákal dostatek diváků. Poté pracovala pro NOS Journaal, od 15. července 2003 jako stálá moderátorka zpravodajství od 20:00. Od listopadu 2002 do konce roku 2003 byla také jednou z pravidelných moderátorek rozhlasového pořadu NOS Výhledy do zítřka. Diváci NOS Journaal, kteří mohli hlasovat pro moderátory v souvislosti s 50. výročím, zvolili De Boerovou jako nejlepší moderátorku, těsně před Harmen Siezen. Poslední významnou událostí, ke které přispěla, bylo jmenování Willema-Alexandra králem Nizozemska. Dne 3. května 2013 představila De Boerová svůj poslední časopis NOS. V září 2016 se vrátila do televize. Uváděla Brandpunt pro veřejnoprávní stanici KRO-NCRV.

## Fotografie
Od roku 2005 působí De Boerová také jako fotografka. Její práce jsou k vidění na samostatných i skupinových výstavách. Pracovala pro různé časopisy. Její tvorbu charakterizuje především využití přirozeného světla a šerosvitu. Hodně fotografuje portréty jak barevně, tak černobíle. Její umělecká fotografická tvorba je často černobílá. Po ukončení práce moderátorky se fotografování věnuje na plný úvazek. Pracuje mimo jiné pro National Geographic.
Spolu se šéfkuchařem Jacobem Janem Boermou vydává De Boerová kuchařky, přičemž De Boerová se stará o fotografie: Down to earth, Back to basics en Less is more.

## Práce ve veřejných sbírkách (výběr)
- Rijksmuseum Amsterdam[5]